# Castiarina pulchra
Castiarina pulchra es una especie de escarabajo del género Castiarina, familia Buprestidae. Fue descrita científicamente por Saunders en 1869.